# 양현 (연나라)
양현(楊鉉, 생몰년 미상)은 오호십육국시대 연(燕)의 관료로 홍농군(弘農郡) 화음(華陰) 출신이고 후한의 태위 양진의 운손, 후한 시기 양성정후(陽成亭侯)로 책봉된 양량의 증손이며 양거(楊渠)의 아들이다.
양현 본인은 오호십육국시대 관직을 지냈고 특별히 어떤 연나라(燕)가 명시되어 전해지진 않지만, 연나라의 북평태수(北平太守)를 지냈으며 그의 아들인 양원수는 북위의 무천진사마((武川鎭司馬)를 지내는 등 양현의 자손들은 북조 국가의 관료를 역임하였다.
양현의 손자는 양혜하로 수나라를 건국한 수문제의 고조부이기도 하며, 양현은 수문제의 열조부이다.